# Eriogonum viridescens
Eriogonum viridescens là một loài thực vật có hoa trong họ Rau răm. Loài này được A.Heller mô tả khoa học đầu tiên năm 1905.